# Stealing Fire
Stealing Fire è il quattordicesimo album di Bruce Cockburn, pubblicato dalla True North Records nel 1984. Il disco fu registrato tra il marzo e l'aprile del 1984 al Manta Sound di Toronto (Canada).

## Tracce
Lato A
1. Lovers in a Dangerous Time – 4:06 (Bruce Cockburn)
2. Maybe the Poet – 4:53 (Bruce Cockburn, Fergus Marsh, Jon Goldsmith, Kerry Crawford)
3. Sahara Gold – 4:31 (Bruce Cockburn)
4. Making Contact – 3:46 (Bruce Cockburn)
5. Peggy's Kitchen Wall – 3:42 (Bruce Cockburn)

Lato B
1. To Raise the Morning Star – 5:52 (Bruce Cockburn, Fergus Marsh)
2. Nicaragua – 4:47 (Bruce Cockburn)
3. If I Had a Rocket Launcher – 4:59 (Bruce Cockburn)
4. Dust and Diesel – 5:24 (Bruce Cockburn)

Edizione CD del 2003, pubblicato dalla Rounder Records
1. Lovers in a Dangerous Time – 4:06 (Bruce Cockburn)
2. Maybe the Poet – 4:53 (Bruce Cockburn, Fergus Marsh, Jon Goldsmith, Kerry Crawford)
3. Sahara Gold – 4:31 (Bruce Cockburn)
4. Making Contact – 3:46 (Bruce Cockburn)
5. Peggy's Kitchen Wall – 3:42 (Bruce Cockburn)
6. To Raise the Morning Star – 5:52 (Bruce Cockburn, Fergus Marsh)
7. Nicaragua – 4:47 (Bruce Cockburn)
8. If I Had a Rocket Launcher – 4:59 (Bruce Cockburn)
9. Dust and Diesel – 5:24 (Bruce Cockburn)
10. Yanqui Go Home – 4:27 (Bruce Cockburn) – Bonus track
11. Call It the Sundance – 4:03 (Bruce Cockburn) – Bonus track

## Musicisti
- Bruce Cockburn - chitarra, voce
- Jon Goldsmith - tastiere
- Fergus Marsh - basso, stick
- Michel Pouliot - batteria
- Chi Sharpe - percussioni
- Rick Shurman - effetti sonori (ground) (brano: A2)
- Jerry Johnson - corno (brano: A4)
- Mike Malone - corno (brano: A4)
- Rick Tait - corno (brano: A4)
- Vern Dorge - corno (brano: A4)
- Joel Feeney - accompagnamento vocale, cori (brano: A1)
- Paul Henderson - accompagnamento vocale, cori (brano: A1)
- Jon Goldsmith - accompagnamento vocale, cori (brani: A2 & A5)
- Carole Pope - accompagnamento vocale, cori (brani: A2 & A4)
- Leroy Sibbles - accompagnamento vocale, cori (brani: A2 & A4)
- Shawne Jackson - accompagnamento vocale, cori (brani: A2, A4, A5 & B1)
- Tim Ryan - accompagnamento vocale, cori (brano: A4)
- Collina Phillips - accompagnamento vocale, cori (brani: A5 & B1)
- Sharon Lee Williams - accompagnamento vocale, cori (brani: A5 & B1)
- Judy Cade - accompagnamento vocale, cori (brano: A5)